# Jesus vor Pilatus (Solre-le-Château)

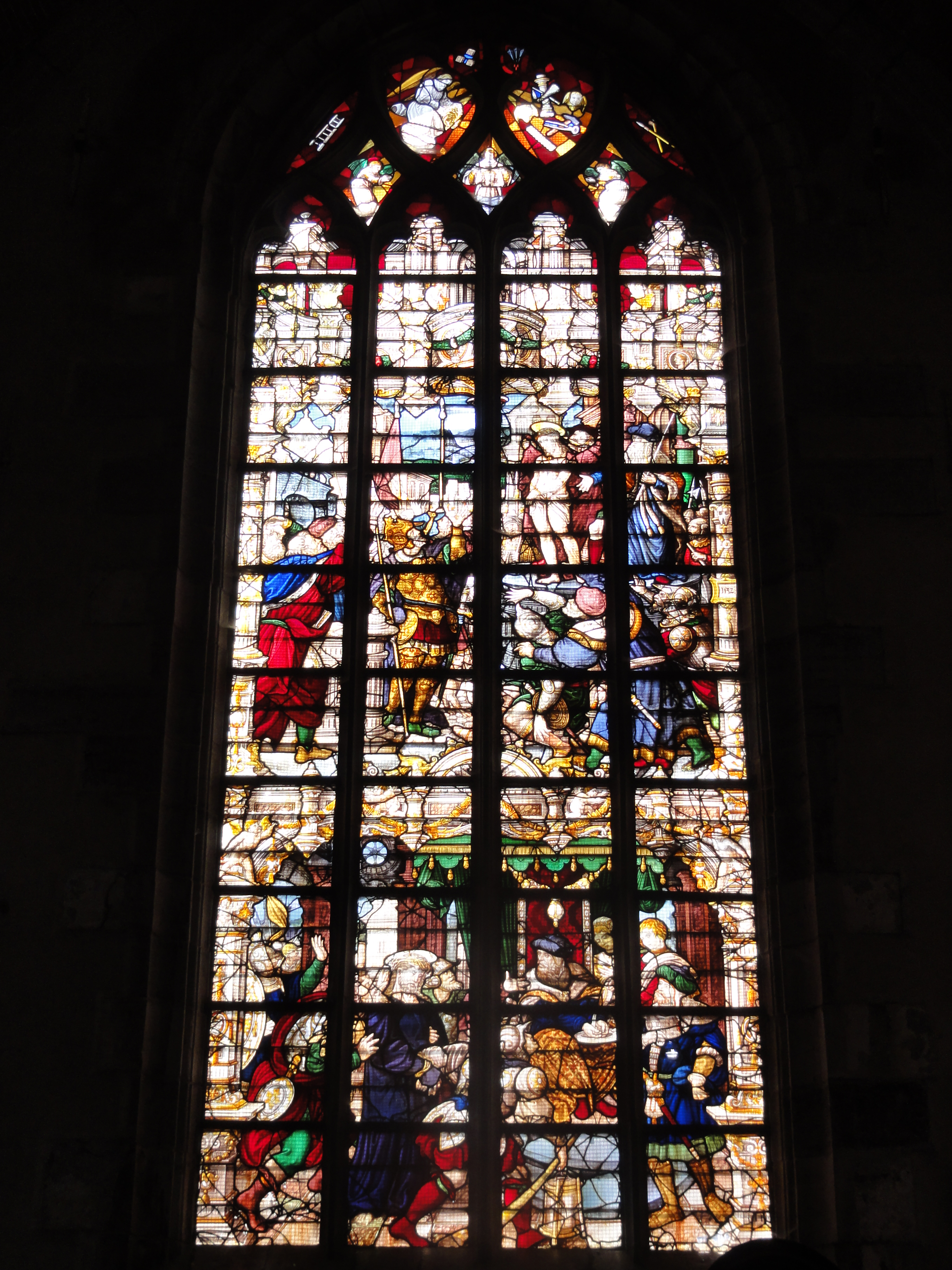
Fenster Jesus vor Pilatus in Solre-le-Château

Das Fenster Jesus vor Pilatus in der katholischen Pfarrkirche St-Pierre-St-Paul in Solre-le-Château, einer französischen Gemeinde im Département Nord in der Region Hauts-de-France, wurde 1532 geschaffen. Im Jahr 1897 wurde das Bleiglasfenster als Monument historique in die Liste der geschützten Objekte (Base Palissy) in Frankreich aufgenommen.
Das Fenster einer unbekannten Werkstatt mit vier Lanzetten ist circa sechs Meter hoch und circa 2,50 Meter breit. Es zeigt Jesus vor Pilatus (unten) und die Darstellung des Ecce homo (oben). Die Szenen werden von Girlanden und Architekturelementen gerahmt. 
Die vier Engel mit den Leidenswerkzeugen im Maßwerk stammen aus neuerer Zeit.